# Adam Fulara
Adam Fulara lengyel származású gitáros, aki a kétkezes tapping technika magas fokú alkalmazása révén tett szert kisebb hírnévre.

## Pályafutása
Kezdetben harmonikán és zongorán tanult játszani. Ostrzeszow városában járt 6 évig zeneiskolába, az ötödik évben váltott gitárra.
Kezdetben Steve Vai, Yngwie J. Malmsteen, Joe Satriani, és Marty Friedman volt rá hatással.
Ekkori zenekarával gyakran léptek fel, olyan ismertebb lengyel előadók előtt, mint a Houk vagy az Armia.
A zeneiskolában szerette meg a klasszikus zenét, azonban a betanulandó Johann Sebastian Bach darabokat nem tudta a hagyományos pengetési technikával eljátszani. Vagy csak a vezérdallam, vagy csak a kíséret ment neki, de a kettő együtt már nem. Ezért kezdte el alkalmazni a kétkezes tapping technikát, mind a 8 ujját alkalmazva
Fulara egyaránt játszik klasszikus darabokat és jazzt is. Utóbbit a Fool-X Trio keretein belül. A trió rendszeresen fellép Lengyelország mellett Németországban is.
Számos nemzetközi rendezvényen is bemutatta nem mindennapi képességeit, melyek közül az amerikai Great American Music Hall rendezvény volt számára a legfontosabb). Játékára a szakemberek is felfigyeltek, Sammy Hagar egyszerűen zseniálisnak nevezte Fulara technikáját.)
Ugyan Chopin és Beethoven zenéjét is szereti, de tervei között főleg Bach átiratok szerepelnek.
Saját igényei szerint kialakított hangszert használ a Doublenecked tap-gitárt. Ez annyiban különbözik a szokványos duplanyakú gitároktól, hogy a két nyak közötti szakadék jóval keskenyebb, ami azért fontos Adam számára, mert egyszerre játszik mindkét nyakon.
A "Gitarzysta" magazin (a Guitarplayer lengyel megfelelője) számára szerkesztőként dolgozik.
Több díjat is nyert már, melyek közül az "expanding jazz guitar area" díj talán a legfigyelemreméltóbb, melyért egész Európa területéről versengtek a jelöltek.
Oktató filmek és könyvek is napvilágot láttak már a neve alatt.

## Külső hivatkozások
- hivatalos honlap
- Doublenecked tap-gitár Archiválva 2011. február 14-i dátummal a Wayback Machine-ben